# 透骨草
透骨草（学名：Phryma leptostachya ssp. asiatica）为透骨草科透骨草属下的一个亚种。